# O. Panneerselvam
Ottakarathevar Panneerselvam, känd som O.P.S., född 14 januari 1951, är en indisk politiker (AIADMK) i delstaten Tamil Nadu. Han var under flera perioder delstatens premiärminister (Chief Minister), och var under perioden 2017–2021 deputy premiärminister (deputy chief minister).